# Queensland Open 1991
Il Queensland Open 1991 è stato un torneo di tennis. È stata la 95ª edizione del torneo di Brisbane, che fa parte della categoria World Series nell'ambito dell'ATP Tour 1990 e della categoria Tier IV nell'ambito del WTA Tour 1980. Il torneo si è giocato a Brisbane in Australia, quello maschile si è giocato dal 23 al 29 settembre, quello femminile dal 31 dicembre 1990 al 6 gennaio 1991 su campi in cemento.

## Campioni

### Singolare maschile
Gianluca Pozzi ha battuto in finale  Aaron Krickstein con il punteggio di 6–3, 7–6(4)

### Doppio
Todd Woodbridge /  Mark Woodforde hanno battuto in finale  John Fitzgerald /  Glenn Michibata con il punteggio di 7–6, 6–3

### Singolare femminile
Helena Suková ha battuto in finale  Akiko Kijimuta con il punteggio di 6–4, 6–3

### Doppio femminile
Gigi Fernández /  Jana Novotná hanno battuto in finale  Patty Fendick /  Helena Suková con il punteggio di 6–3, 6–1